# 砂の美術館
砂の美術館（すなのびじゅつかん）は、2006年より鳥取県鳥取市の鳥取砂丘で定期的に開催されている砂の彫刻（砂像）展示イベント・美術館。
ほぼ1年に一度、テーマを変えて展示を実施しており、年明けから春の期間は次回作の準備・制作期間のため休館となる。また、第四期までは野外・仮設テントで行われてきたが、2012年4月の第五期より屋内での展示がメインとなった。隣接地の別棟には砂の美術館事務所や売店がある。

## 開催概要・内容
日本で唯一のプロの砂像彫刻家・茶圓勝彦プロデュース。毎回、各国のプロの砂像彫刻家を招いてテーマに沿った砂の像を制作する。この他、一般制作されたミニ砂像や入り口で迎えるウェルカム砂像なども展示される。また、期間中に砂像の公開制作が行われ作品が増える場合もある。日没後は砂像展示スペースの照明が夜間照明に切り替わり、昼間とはまた異なる陰影を見ることができる。
第１期展示
- 期間：2006年11月18日〜2007年1月3日
- テーマ：〔イタリア ルネサンス〕
- 展示作品：「受胎告知」、「天使の像」、「ピエタ」、「天使の像2体」、「サンピエトロ大聖堂」など5種6体

第２期展示
- 期間：2008年4月26日〜2009年1月3日
- テーマ：〔世界遺産・アジア編 〜アジアの風にのって〜〕
- 展示作品：「姫路城」、「タージマハル」、「アンコールトム」、「兵馬俑（20体）」、「万里の長城」など11種31体

第３期展示
- 期間：2009年9月18日〜2010年1月3日
- テーマ：〔砂で世界旅行・オーストリア編 〜貴族文化と音楽の都を訪ねて〜〕
- 展示作品：「ヴェルヴェデーレ宮殿」、「シュテファン大聖堂」、「ウィーン国立歌劇場」など10種12体

第４期展示
- 期間：2010年4月29日〜2011年1月10日
- テーマ：〔砂で世界旅行・アフリカ 〜偉大なる大陸の歩みを訪ねて〜〕
- 展示作品：「アフリカの風景」、「アフリカの野生動物」、「ヴィクトリア瀑布」など10種10体

第５期展示
- 期間：2012年4月14日〜2013年1月6日
- テーマ：〔砂で世界旅行・イギリス 〜語り継がれる大英帝国の繁栄と王室の誇り〜〕
- 展示作品：「エリザベスI世と絶対王政」、「街のにぎわい」、「大英博物館」など14種16体

第６期展示
- 期間：2013年4月20日〜2014年1月5日
- テーマ：〔砂で世界旅行・東南アジア編 〜王朝の栄華とよみがえる神秘の国々〜〕
- 展示作品：「アンコールワット」、「歓喜の行進」、「ボロブドゥール遺跡」など19種21体

第７期展示
- 期間：2014年4月19日〜2015年1月4日
- テーマ：〔砂で世界旅行・ロシア編 〜大国の歴史と芸術の都を訪ねて〜〕
- 展示作品：「ワシリー大聖堂」、「エカテリーナ2世」、「ガガーリン」など21種23体[1]

第８期展示
- 期間：2015年4月18日〜2016年1月3日
- テーマ：〔砂で世界旅行・ドイツ編 〜中世の面影とおとぎの国を訪ねて〜〕
- 展示作品：「グリム童話」、「ドイツのお城」、「宮廷の風景」など20種23体

第９期展示
- 期間：2016年4月16日〜2017年1月3日
- テーマ：〔砂で世界旅行・南米編 〜繁栄の記憶を留める奇蹟の新大陸を訪ねて〜〕
- 展示作品：「空中都市マチュピチュ」、「リオのカーニバル」、「伝説の黄金郷エルドラド」など19種

第10期展示
- 期間：2017年4月15日〜2018年1月3日
- テーマ：〔砂で世界旅行・アメリカ編 〜世界に誇る大自然と自由の国を訪ねて〜〕
- 展示作品：「マウントラシュモアとグランドキャニオン」、「ニューヨークの摩天楼」、「ゴールドラッシュ」など19種

第11期展示
- 期間：2018年4月14日〜2019年1月6日
- テーマ：〔砂で世界旅行・北欧編 〜美しい自然と幻想的な物語の世界へ〜〕
- 展示作品：「フィヨルドの風景」、「北欧神話」、「ドールハウスと北欧家具」など22種

第12期展示
- 期間：2019年4月13日〜2020年1月5日
- テーマ：〔砂で世界旅行・南アジア編 ～信仰が息づく多様な文化と平和への道を訪ねて～〕
- 展示作品：「バーミヤンの大仏」、「幸運の神 ガネーシャ」、「インダス文明・モヘンジョダロ」など21種

第13期展示
- 期間：2020年7月11日〜2022年1月3日　※2021年2月1日～2月28日はメンテナンス期間のため休館。
- テーマ：〔砂で世界旅行・チェコ＆スロバキア編 ～盛衰の歴史と神秘の残影を訪ねて～〕
- 展示作品：「プラハ城」と「カレル橋とブルタヴァ川の風景」、「プラハの錬金術」など19種

第14期展示
- 期間：2022年7月30日〜2024年1月3日　※2023年1月10日～2月28日はメンテナンス期間のため休館。
- テーマ：〔砂で世界旅行・エジプト編〕
- 展示作品：「ギザのピラミッド」や「アブ・シンベル大神殿」、「古代エジプトの神々」など21種

第15期展示
- 期間：2024年4月19日〜2025年1月5日
- テーマ：〔砂で世界旅行・フランス編〕
- 展示作品：「ヴェルサイユ宮殿」や「ナポレオンの戴冠式」、「ノートルダム大聖堂」など18種

## 営業案内
イベント開催期間中のみ、以下の通り営業されている。また、開催期間中は基本的に無休である。営業等の詳細については公式サイトの「営業案内」を参照のこと。
- 営業時間：9時～18時（最終入場：17時30分）

※イベント時には時間変更または延長となる場合がある。
- 入館料金：大人 800円/小中高生 400円（※料金は税込み）

## アクセス
以下ではメインゲート（サンドパル側入場ゲート）へのアクセスについて記載する。詳細は公式サイトの「アクセス」を参照のこと。
- 自動車：鳥取自動車道「鳥取IC」より約20分
- 公共交通機関：JR山陰本線・因美線「鳥取駅」より以下のバスに乗車
  - 駅バスターミナル3番乗り場で岩美・岩井線（路線番号：32・32H・33）に乗り「砂丘東口」下車、徒歩約3分
  - 駅バスターミナル0番乗り場で砂丘線（路線番号：39）に乗り「砂の美術館前」下車、徒歩約1分
  - 駅バスターミナル0番乗り場でループ麒麟獅子（路線番号：09）（土日祝・夏季のみ運行）に乗り「砂の美術館前」下車、徒歩約1分

## その他
- 2014年7月19日〜11月3日には神奈川県横浜市の北仲通南地区にて、当館の全面協力により東アジア文化都市2014横浜「ヨコハマ砂の彫刻展」が開催された。実際に鳥取砂丘の砂（約700トン）を現地に運んで茶圓勝彦監修の下、作品が制作された[2][3]（詳細は「北仲通地区#開催イベント」を参照）。